# Сорокошицька волость
Сорокошицька волость — адміністративно-територіальна одиниця Остерського повіту Чернігівської губернії.
Деякі поселення волості 1859 року:
- Сорокошичі — село казенне при болоті Видрі за 42 версти від повітового міста, 1154 особи (552 осіб чоловічої статі та 602 — жіночої), 187 дворових господарств, православна церква.
- Новий Глибів - при озері Осокорок, дворів 159, жителів 954. (На поч. 1960-х затоплене при створенні Київського водосховища)
- Косачівка — село козацьке та казенне при болоті Видрі за 30 верст від повітового міста, 909 осіб (409 осіб чоловічої статі та 500 — жіночої), 127 дворових господарств, православна церква.
- Старий Глибів[2] — село казенне при річці Росоха та колодязях за 42 версти від повітового міста, 468 осіб (226 осіб чоловічої статі та 244 — жіночої), 81 дворове господарства, православна церква.
- Окунинів - при болоті Окунинові. Дворів 99, мешканців 553
- Сивки - при озері Казар та болоті Видра. Дворів - 111, жителів - 682.
- Тужар
- Хотилівська (Василева) Гута

Станом на початок 1902 року складалася з 6 сільських громад.